# Karch Kiraly
Charles Frederick Kiraly detto Karch (Jackson, 3 novembre 1960) è un ex pallavolista, ex giocatore di beach volley e allenatore di pallavolo statunitense, selezionatore della nazionale maschile statunitense.
È l'unico giocatore ad aver vinto la medaglia d'oro olimpica nelle due categorie della pallavolo: indoor (due titoli) e beach volley. Nel 2001 è stato eletto dalla Federazione mondiale "Miglior giocatore di pallavolo del XX secolo" assieme all'italiano Lorenzo Bernardi.

## Biografia
Il padre, Laszlo Kiraly, giocò nella nazionale ungherese. Proprio dalle sue origini magiare deriva il soprannome Karch: esso è una storpiatura del nome ungherese "Karcsi" (pronunciato "Carci"), il corrispettivo di "Carlo". Il cognome Kiraly, invece, in ungherese è traducibile come "Re".
Ha svolto gli studi universitari presso l'Università della California - Los Angeles. Si è laureato con lode in biochimica nel giugno del 1983.

## Carriera

### Giocatore

#### Pallavolo

Un muro di Kiraly per la nazionale statunitense nel 1988

Iniziò a praticare la pallavolo all'età di sei anni, sotto la guida del padre Laszlo, ex giocatore ungherese. Partecipò alla Division I organizzata dalla NCAA difendendo i colori dell'UC Los Angeles, con cui conquistò il torneo per tre volte tra il 1979 e il 1982; con la maglia losangelina vinse 129 partite, perdendone solo 5. Nel 1992 l'università decise di ritirare il suo numero di maglia, e nel 1993 lo inserì nella sua Hall of Fame.
Nel 1981 esordì con la maglia della nazionale. Alla prima apparizione conquistò la medaglia d'argento al campionato nordamericano, perdendo la finale contro Cuba; di questa competizione vinse, però, la medaglia d'oro nelle due successive edizioni. Partecipò poi ai Giochi olimpici di Los Angeles 1984: nonostante fosse il giocatore più giovane della formazione, venne impiegato come titolare in ogni partita e, anche grazie alla defezione dei rivali dell'Unione Sovietica, gli Stati Uniti riuscirono a vincere la medaglia d'oro.
Nel 1985 venne nominato capitano della nazionale che, nel giro di tre anni, seppe imporsi ai Mondiali, alla Coppa del Mondo, ai Giochi panamericani, ma soprattutto seppe bissare il trionfo olimpico nell'edizione di Seul 1988; al termine della stessa decise di dare l'addio alla nazionale, dopo essere stato nominato per la seconda volta, dopo il precedente del 1986, quale "Miglior pallavolista del mondo".
Dopo due anni dedicati al beach volley tornò alla pallavolo. Assieme al connazionale Steve Timmons approdò in Italia, dove venne ingaggiato dal Porto Ravenna. Con la formazione romagnola seppe confermarsi ai vertici della pallavolo mondiale, vincendo nell'arco di appena due stagioni il Campionato mondiale per club, la Coppa dei Campioni, la Supercoppa europea, il Campionato italiano e la Coppa Italia. Al termine del 1992, all'età di 32 anni, decise di ritirarsi dal volley indoor.

#### Beach volley
Al termine della carriera indoor rientrò negli Stati Uniti d'America, dove decise di dedicarsi totalmente alla pratica del beach volley. Entrò nel circuito AVP in coppia con Sinjin Smith, e già nel 1992 riuscì a imporsi in 16 tornei su 19. L'anno successivo le vittorie furono 18, poi 17 nel 1994, 12 nel 1995 e 11 nel 1996. Assieme a Kent Steffes rappresentò i colori degli Stati Uniti ad Atlanta 1996, la prima edizione delle Olimpiadi nella quale si disputò il torneo di beach volley: la coppia vinse la medaglia d'oro, battendo in finale l'altro duo statunitense, composto da Michael Dodd e Mike Whitmarsh.
Nel 1997 subì un grave infortunio, ma al suo rientro continuò a cimentarsi nell'AVP Tour per diversi anni. L'ultima vittoria di una tappa dell'AVP risale al 2005, quando in coppia con Mike Lambert, e all'età di 45 anni, raccolse la vittoria numero 148. Il montepremi totale raccolto con le 148 vittorie ammonta a 3.198.748 $, attualmente il record per il circuito statunitense di beach volley. Si ritirò dallo sport agonistico nel 2007.

### Allenatore
Al termine della carriera agonistica decide di dedicarsi all'insegnamento della pallavolo. In questo senso fonda la Karch Kiraly Volley Academy, i cui destinatari sono i giovani pallavolisti.
Nel 2009 entra a far parte dello staff della nazionale femminile statunitense, in cui fino al 2012 ricore il ruolo di assistente allenatore. Il 12 settembre dello stesso anno viene nominato selezionatore della rappresentativa, in vista della preparazione per i Giochi olimpici di Rio de Janeiro 2016, dove conquista la medaglia di bronzo. Nel 2013 e 2015 conquista l'oro al Campionato nordamericano, competizione dove nel 2019 e 2023 si aggiudica l'argento.
In precedenza, nel 2014 a Milano gli Stati Uniti di Kiraly avevano vinto per la prima volta il Campionato mondiale. Un anno dopo ottiene la medaglia d'oro ai Giochi panamericani oltreché il World Grand Prix, competizione quest'ultima dove si aggiudica l'argento dodici mesi dopo. Nel 2015 e nel 2019 ottiene un bronzo e un argento in Coppa del Mondo; in mezzo, nel 2017 si aggiudica un altro bronzo nella Grand Champions Cup. Conquista la Coppa panamericana nel 2013 e poi consecutivamente dal 2017 al 2019; nella stessa competizione si aggiudica anche due bronzi e un argento. Nel 2018, 2019 e 2021 conquista l'oro nella Volleyball Nations League.
Nel 2021 vince la medaglia d'oro ai Giochi olimpici di Tokyo 2020 – eccezionalmente posticipati di un anno a causa della pandemia di COVID-19 –; ai successivi Giochi olimpici di Parigi 2024 si aggiudica la medaglia d'argento.
Nell'autunno 2024 passa ad allenare la nazionale maschile statunitense.

### Dopo il ritiro
Risiede a San Clemente, in California, con la moglie Janna e i loro due figli Kristian e Kory.
È stato allenatore della campionessa olimpica di beach volley Misty May-Treanor. Dal 2008 è commentatore delle partite del circuito del beach volley statunitense per la ESPN; sempre nello stesso anno, è stato commentatore per la NBC del torneo olimpico di beach volley di Pechino 2008.

## Palmarès

### Giocatore

#### Pallavolo

##### Club
- NCAA Division I: 3

1979, 1981, 1982
- Campionato italiano: 1

1990-91
- Coppa Italia: 1

1990-91
- Campionato mondiale per club: 1

1991
- Coppa dei Campioni: 1

1991-92
- Supercoppa europea: 1

1992

##### Nazionale (competizioni minori)
- - Goodwill Games 1986
- - Giochi panamericani 1987
- - World Top Four maschile 1988

##### Premi individuali
- 1980 - Division I: All-Tournament Team
- 1981 - Division I: MVP
- 1982 - Division I: MVP
- 1985 - Coppa del Mondo: MVP
- 1986 - FIVB: Miglior giocatore del mondo
- 1988 - Giochi Olimpici: MVP
- 1988 - FIVB: Miglior giocatore del mondo
- 1989 - Coppa del Mondo: MVP
- 1991 - Campionato mondiale per club: MVP
- 2001 - FIVB: Miglior giocatore del XX secolo (ex aequo con Lorenzo Bernardi)
- 2021 - USOPC: Miglior allenatore dell'anno

#### Beach volley

##### Premi individuali
- Miglior difensore dell'AVP nel 2002
- Miglior attaccante dell'AVP nel 1990, 1993 e 1994
- MVP dell'AVP nel 1990, 1992, 1993, 1994, 1995 e 1998
- Sportivo dell'anno AVP nel 1995, 1997 e 1998
- Squadra dell'anno AVP, assieme a Mike Lambert, nel 2004